# .sz
.sz — национальный домен верхнего уровня для Эсватини.
Двухбуквенная аббревиатура относится к Свазиленду, бывшему названию страны с 1968 по 2018 год.

## Домены второго уровня
Поддерживаются следующие домены второго уровня:
- co.sz: коммерческие организации
- ac.sz: академические институты
- org.sz: некоммерческие организации